# Saint-Paul-d'Izeaux
Saint-Paul-d'Izeaux là một xã của tỉnh Isère, thuộc vùng Rhône-Alpes, đông nam nước Pháp.